# Pseudopostega paromias
Pseudopostega paromias là một loài bướm đêm thuộc họ Opostegidae. Nó được Edward Meyrick miêu tả năm 1915. Nó được tìm thấy ở Matucana, Peru.
Chiều dài cánh trước khoảng 4 mm. Con trưởng thành bay vào tháng 7.